# Maranta furcata
Maranta furcata é uma espécie de planta do gênero Maranta e da família Marantaceae. 

## Taxonomia
A espécie foi descrita em 1823 por Carl Friedrich Philipp von Martius e Christian Gottfried Daniel Nees von Esenbeck. 
Os seguintes sinônimos já foram catalogados:  
- Maranta anderssoniana  Yosh.-Arns et al.
- Maranta subterranea  J.M.A.Braga

## Forma de vida
É uma espécie terrícola e herbácea. 

## Descrição
Erva caulescente, ramificada. Lâmina foliar com ápice acuminado. Ela tem flores subterrâneas ou aéreas, alvas a creme e frutos lisos.  
| Folha                | Folha                            |
| -------------------- | -------------------------------- |
| forma lâmina foliar  | obovada/oblonga                  |
| pulvino              | esparsamente piloso face adaxial |
| Inflorescência       |                                  |
| disposição bráctea   | laxa                             |
| Flor                 |                                  |
| tubo corola          | giboso                           |
| indumento do ovário  | densamente seríceo               |
| superfície do ovário | lisa                             |
| tamanho da sépala    | mesmo tamanho tubo corola        |
| estaminódio do calo  | 2                                |
| Fruto                |                                  |
| forma                | elipsoide                        |
| sépala persistente   | ereta                            |

## Conservação
A espécie faz parte da Lista Vermelha das espécies ameaçadas do estado do Espírito Santo, no sudeste do Brasil. A lista foi publicada em 13 de junho de 2005 por intermédio do decreto estadual nº 1.499-R. 

## Distribuição
A espécie é encontrada nos estados brasileiros de Bahia, Espírito Santo e Rio de Janeiro. 
A espécie é encontrada no domínio fitogeográfico de Mata Atlântica, em regiões com vegetação de floresta estacional semidecidual e floresta ombrófila pluvial.